# バランシング・ロックス
バランシング・ロックスはジンバブエ各地で見られる火成岩の地形で、特にマトポス国立公園と、ハラレの南東にあるエプワースの町付近のものは注目に値する。ジンバブエ準備銀行は、エプワース郊外のチレンバ・バランシング・ロックスをジンバブエ紙幣に採用した  。